# Moșteni (gmina Furculești)
Moșteni – wieś w Rumunii, w okręgu Teleorman, w gminie Furculești. W 2011 roku liczyła 375 mieszkańców.